# Erik Gjems-Onstad
Erik-Ørn Gjems-Onstad (n. Oslo, 22 de febrero de 1922-f. 18 de noviembre de 2011) fue un miembro de la resistencia noruega, funcionario público, abogado, oficial deportivo, político, autor y activista antiinmigración. Gjems-Onstad se unió al movimiento de resistencia noruego después de que la Alemania nazi invadiera Noruega en 1940. En 1941, fue arrestado en Suecia por su participación en las actividades de la Resistencia noruega. Fue enviado al Reino Unido más adelante en ese año, donde se unió a la Kompani Linge y recibió entrenamiento militar. Fue desplegado a Noruega en 1943 como parte del movimiento de resistencia Lark, con la misión de establecer una conexión radiofónica con Londres y operar el radiotransmisor. Encabezó Lark en Trøndelag entre 1943 y 1945, que constituyó el liderazgo de Milorg en la región. Sus otras actividades incluyeron la asistencia en el contrabando de armas, preparar el hundimiento del acorazado alemán Tirpitz y conspirar para asesinar al colaborador nazi Ivar Grande. Asimismo, fundó la organización Durham para llevar a cabo una guerra psicológica hacia el final de la Segunda Guerra Mundial y participó en la voladura de vías ferroviarias. Los esfuerzos de Gjems. Onstad durante la guerra lo llevaron a convertirse en uno de los héroes de guerra más condecorados de Noruega.
Después de la guerra, se unió a la Guardia Nacional, donde sirvió como capitán. Completó su educación en Derecho y trabajó como juez y abogado. Finalmente, alcanzó el rango de coronel en las Fuerzas Armadas, como abogado castrense de una rama de la Real Fuerza Aérea Noruega. Por algunos años, fue director ejecutivo de un proyecto que proyectaba desarrollar el vecindario de Vaterland en Oslo. Gjems-Onstand también tuvo una carrera deportiva, al representar al club deportivo SK Rye en ciclismo y marcha atlética. Posteriormente, trabajó como oficial deportivo como miembro del directorio y presidente de diversos organismos deportivos nacionales.
Un exmiembro del Partido Conservador y de la organización libertaria Libertas, Gjems-Onstad se unió al Partido del Progreso, cuando fue fundado en 1973 y se convirtió en director adjunto del partido. Fue elegido miembro del Parlamento en las elecciones parlamentarias de 1973 y se convirtió en líder parlamentario del Partido tras la muerte de Anders Lange en 1974. Gran parte de sus opiniones y propuestas motivaron controversias y también entró en conflicto con los nuevos dirigentes del partido, que finalmente fue encabezado por Carl I. Hagen. Gjems-Onstad fue expulsado del partido en 1976 y terminó su mandato como independiente. Asimismo, se hizo conocido por criticar la política del Gobierno noruego en África y por defender a los gobiernos de países tales como Rodesia y Sudáfrica. En los años 1980, trabajó como abogado defensor de varios activistas antiinmigración y, desde fines de esa década, se involucró por sí mismo en políticas antiinmigratorias. Se presentó a las elecciones por el Partido Stop Immigration en 1989 y para el Partido de la Patria en 1991. Más tarde, estuvo involucrado en las organizaciones Folkebevegelsen mot innvandring («Movimiento del Pueblo contra la Inmigración» y Stopp islamiseringen av Norge («Stop la islamización de Noruega». Estuvo brevemente activo a nivel local en el Partido Conservador y el Partido de los pensionistas a finales de los años 2000.